# Anthropologie judiciaire

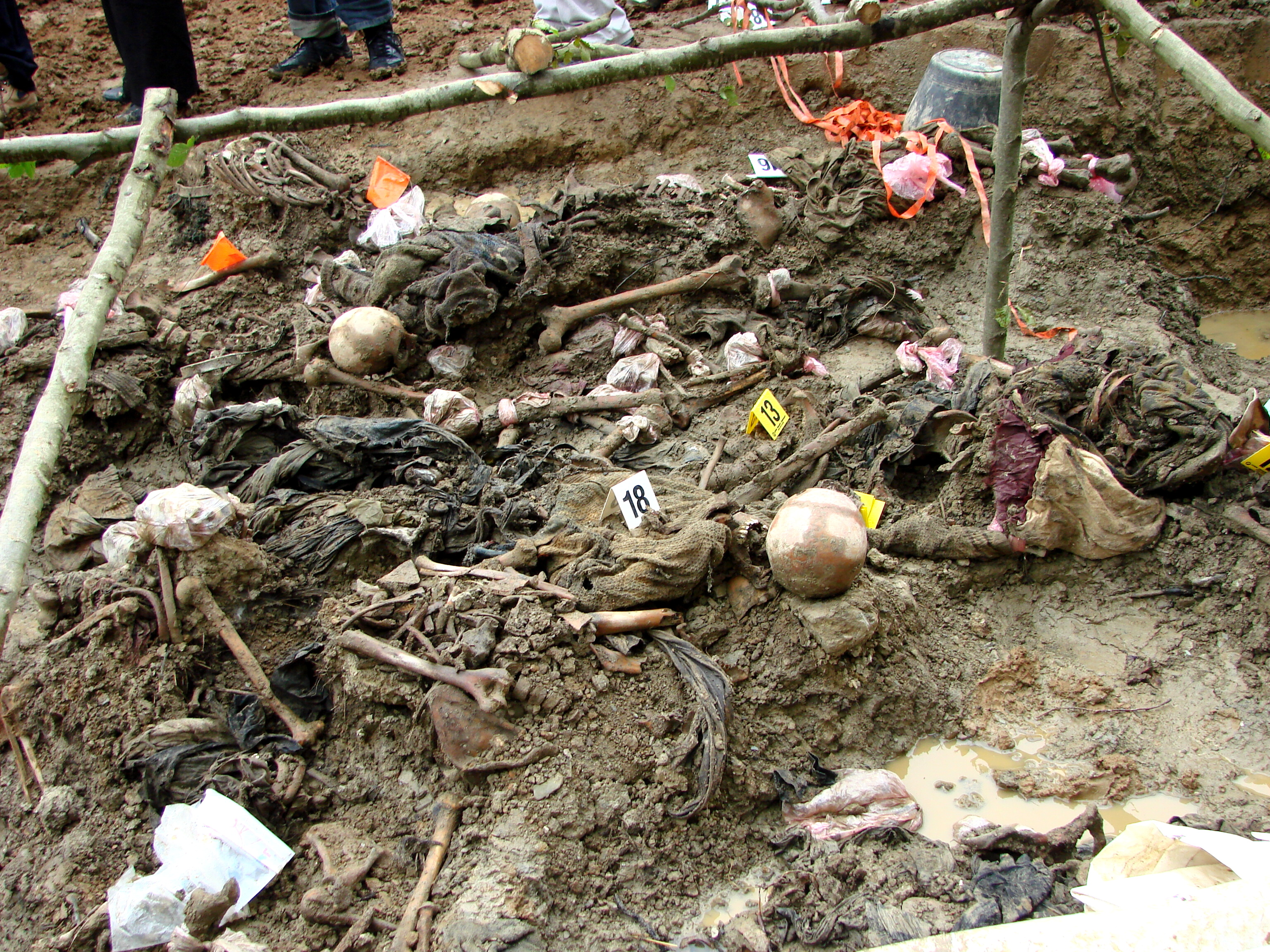
En 2007, les corps exhumés des victimes du massacre de Srebrenica.

L'anthropologie judiciaire aide la justice à élucider les crimes grâce à ses références anthropologiques sur les os, l'histoire, l'archéologie.
Les anthropologues appliquent les techniques scientifiques développées par l'anthropologie classique physique pour identifier les restes humains (squelettes, ou restes humains décomposés et non identifiés) et aider dans l'élucidation d'un crime.
Les anthropologues judiciaires travaillent en partenariat avec des pathologues judiciaires, des odontologues et des enquêteurs pour identifier un mort, découvrir des preuves, des traces, les circonstances et la date de la mort.
L'examen des os par l'anthropologue judiciaire a en premier pour but de déterminer s'il s'agit d'ossement d'animaux ou d'humains. Grâce à la radiologie, l'histologie et la morphologie du squelette, l'anthropologue va établir s'il s'agit d'os humains.
En étudiant les os d'une personne décédée, l'anthropologue judiciaire parvient à établir l'âge, le sexe, l'origine ethnique, la taille de l'individu ce qui peut permettre une identification. Il peut déterminer aussi les circonstances de la mort.
L'identification de restes brulés, momifiés, décomposés, mutilés, altérés par des humains voulant détruire des preuves, ou bien par des animaux, devient possible grâce au travail des anthropologues.
Dans la série télévisée Bones, l'héroïne est une excellente anthropologue judiciaire. À travers cette série, on peut découvrir et observer les différentes techniques de travail d'un anthropologue. La série se base sur les livres de l'anthropologue judiciaire et auteure Kathy Reichs, écrit donc avec un point de vue interne, bien que romancé.